# تبغ بنتهام
تبغ بنتام (نسبة إلى جورج بينتهام) (الاسم العلمي: Nicotiana benthamiana)، نوع من نباتي يتبع جنس التبغ موطنه الأصلي في أستراليا.
هو نبات عشبي يعيش بين الصخور على التلال والمنحدرات في جميع أنحاء المناطق الشمالية من أستراليا. متبدل في الطول والهيئة. يصل ارتفاع الأنواع المنتصبة إلى 1.5 متر وقد ينتشر بشكل أفقي بارتفاع لا يزيد عن 200 ملم. أزهارها بيضاء.